# Open Sound System
Az OSS angol betűszó: Open Sound System.
A 4Front Technologies terméke, mely sok operációs rendszerre, például Linuxra, Solarisra, FreeBSD-re és UnixWare-ra érhető el.
A korai Linux-változatok multimédiás megvalósításában a hangkezelésért felelt. Sok hangkártyát kezelt, és stabil, ritkán változó programozói felülettel, úgynevezett API-val rendelkezett.
Nem rendelkezett sok, például Windowson alapképességnek számító lehetőséggel, például a hardveres keverés.
A későbbi rendszerekben a szerepét az ALSA vette át.